# Leeuwenhoek (månkrater)
För andra betydelser, se Leeuwenhoek.
Leeuwenhoek är en nedslagskrater på månen. Leeuwenhoek har fått sitt namn efter naaturforskaren Antonie van Leeuwenhoek.

## Satellitkratrar
| Leeuwenhoek | Latitud | Longitud | Diameter |
| ----------- | ------- | -------- | -------- |
| E           | 28.2° S | 176.7° W | 102 km   |